# Вивьен Ли
Вивьен Ли (англ. Vivien Leigh; урождённая Вивиан Мэри Хартли англ. Vivian Mary Hartley; с 1947 года леди Оливье; 5 ноября 1913 — 8 июля 1967) — британская актриса, признанная одной из величайших кинозвезд в истории Голливуда.
Двукратная обладательница премии «Оскар» в категории «Лучшая актриса» — за роль Скарлетт О’Хары в фильме «Унесённые ветром» (1939) и Бланш Дюбуа в фильме «Трамвай „Желание“» (1951). Роль последней актриса также исполняла на лондонской театральной сцене в 1949 году под руководством своего тогдашнего супруга Лоренса Оливье, часто выступавшего актёром и режиссёром нескольких фильмов и постановок с её участием. Актёрская работа Вивьен Ли в «Трамвае „Желание“» зачастую называется одним из наиболее доскональных перевоплощений всех времён. На протяжении своей тридцатилетней карьеры она играла разнообразные роли: от героинь комедий Ноэла Коуарда и Джорджа Бернарда Шоу, до классических шекспировских характеров, таких как Офелия, Клеопатра, Джульетта и леди Макбет. В 1960 году была удостоена именной звезды на Голливудской «Аллее славы», а в 1999 году Американский киноинститут поставил Вивьен Ли на 16 место в списке «100 Величайших звёзд кино».
Иногда Вивьен Ли казалось, что из-за необыкновенной красоты её не воспринимают серьёзно как актрису, но главным препятствием на пути к ролям было её плохое здоровье. Находясь под влиянием биполярного аффективного расстройства на протяжении большей части взрослой жизни, Вивьен Ли приобрела репутацию актрисы, с которой трудно работать, поэтому в её карьере часто наблюдались периоды упадка. В дальнейшем периодические приступы туберкулёза ослабили здоровье актрисы. Этот диагноз был впервые поставлен ей в середине 1940-х годов.
Вивьен Ли и Лоренс Оливье развелись в 1960 году, и впоследствии актриса лишь изредка снималась в кино и играла в театре вплоть до своей смерти от туберкулёза в 1967 году.

## Жизнь и актёрская карьера

### 1913—1935: Детство и начало карьеры
Некоторые критики ничего более глупого не придумали, чем сказать тогда, что я была великой актрисой. И я подумала, что это было глупо, подло так сказать, потому что на меня были возложены такое бремя и такая ответственность, которую я просто не могла нести. Мне потребовались годы обучения и мастерства, чтобы оправдать тот титул, который они мне присвоили в своих первых отзывах обо мне. Это было так глупо с их стороны. Я помню того критика очень хорошо, и я никогда его не прощу.
Вивиан Мэри Хартли родилась в индийском городе Дарджилинге. Её отец, Эрнест Хартли, англичанин по происхождению, был офицером индийской кавалерии. Мать, Гертруда Робинсон Яки, имела ирландское, французское и армянское происхождение. Родители поженились в Кенсингтоне, Лондон, в 1912 году. В 1917 году Эрнеста Хартли перевели в Бангалор, в то время как Гертруда и Вивиан остались в Утакамунде. Вивиан Хартли в первый раз выступила на сцене в возрасте трёх лет, прочитав стихотворение «Маленькая Бо Пип» в составе любительской театральной группы своей матери. Гертруда старалась привить дочери любовь к литературе и знакомила её с произведениями Ханса Кристиана Андерсена, Льюиса Кэрролла и Редьярда Киплинга, а также с рассказами из греческой мифологии. Единственный ребёнок в семье, Вивиан Хартли была отправлена в Монастырь Святого Сердца в Англии в 1920 году. Её лучшей подругой в монастыре была будущая актриса Морин О'Салливан, с которой Вивиан делилась своим желанием стать «великой актрисой».
Вивиан Хартли продолжила своё образование в Европе, вернувшись в 1931-м к своим родителям в Англию. Она мечтала стать актрисой, и родители оказывали ей поддержку. Отец помог ей поступить в Королевскую Академию Драматических искусств в Лондоне.
В конце 1931 года она встретила Герберта Ли Холмана, адвоката, который был старше её на 13 лет. Несмотря на то, что он не одобрял «людей, связанных с театром», они поженились 20 декабря 1932 года. Вивиан заканчивала своё обучение, уже будучи замужем. 12 октября 1933 года она родила ребёнка — девочку, которую назвали Сюзанна, но Вивиан задыхалась от навязанной ей роли домохозяйки. Друзья советовали её на небольшую роль в картине «Дела идут на лад», и эта роль стала дебютом Вивьен на киноэкране. Она наняла агента Джона Гиддона, который заверил её, что имя «Вивиан Холман» не подходит для актрисы, и, отказавшись от предложенного псевдонима «Айприл Морн», она берёт имя «Вивьен Ли». Гиддон порекомендовал её Александру Корда как возможную киноактрису, но тот счёл, что в ней нет потенциала.
Сыграв в спектакле «Маска добродетели» в 1935 году, Вивьен получила отличные отзывы, за которыми последовали интервью и статьи в газетах. Среди этих статей была одна из «Дэйли экспресс», в которой журналист заметил, как «молниеносная перемена произошла на её лице». Это был первый раз, когда публика заметила быстрые смены настроения Вивьен, выделявшие её среди других актрис. Джон Бенджаман описал её как «дух английского девичества». Когда пришло время премьерного показа, Корда понял свою ошибку и подписал с ней контракт, в котором она назвалась своим псевдонимом «Вивьен Ли». Она продолжала играть, но когда Корда перенёс постановку в больший театральный зал, Ли обвинили в неумении держать в напряжении такую большую аудиторию и заставили корректировать свой голос, чтобы его было слышно во всех концах зала. Из-за этого спектакль закрыли.

### 1937—1939: Встреча с Лоренсом Оливье
Лоренс Оливье увидел Вивьен в «Маске добродетели». Он поздравил её с выступлением, и между ними завязались дружеские отношения. Играя любовников в фильме «Пламя над Англией», Ли и Оливье поняли, что их дружба переросла в сильное влечение, а после съёмок — в роман.

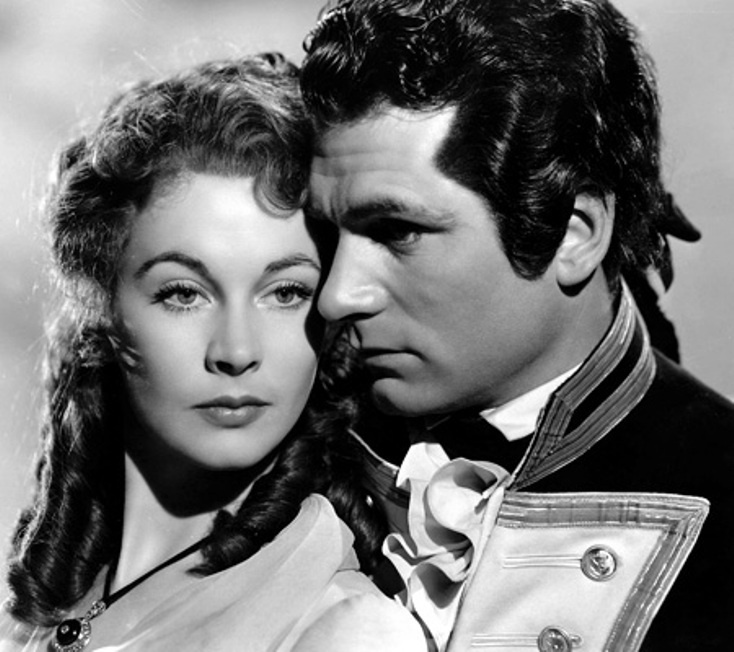
Вивьен Ли и Лоренс Оливье в фильме «Леди Гамильтон» (1941)

В это время Ли прочла книгу Маргарет Митчелл «Унесённые ветром» и настояла на том, чтобы её агент в Америке посоветовал её Дэвиду Селзнику, продюсеру фильма, на роль Скарлетт. Она говорила журналистам: «Я видела себя в роли Скарлетт О’Хара», а кинокритик Лежон вспомнил разговор того времени, в котором Ли «потрясла нас всех» своим утверждением, что Оливье «не будет играть Ретта Батлера, но я буду играть Скарлетт О’Хара. Подождите и вы увидите!».
Ли играла Офелию в «Гамлете» в постановке Оливье в театре Олд-Вик. Оливье позднее вспоминал один инцидент, который произошёл однажды, пока она готовилась к своему выходу. Без всякой на то причины она вдруг начала кричать на него, потом притихла и стала смотреть в одну точку.
Она выступала на сцене без подобных инцидентов, и уже на следующий день вернулась в нормальное состояние, напрочь забыв об этом событии. Впервые Оливье стал свидетелем такого поведения Ли. Они стали жить вместе, потому что ни Холман, ни жена Оливье, актриса Джилл Эсмонд, не соглашались дать супругам развод.
Ли снялась с Робертом Тейлором, Лайонелом Берримором и Морин О'Салливан в фильме «Янки в Оксфорде». Это был первый фильм с участием Вивьен, заставивший обратить на себя внимание в Соединённых Штатах. Во время съёмок она заработала себе репутацию сложной и безрассудной в работе, и Корда посоветовал агенту Ли предупредить актрису, что у неё будет небольшой выбор ролей, если она не изменит своё поведение. Её следующая роль была в фильме «Переулок Святого Мартина» с Чарльзом Лоутоном.

### «Унесённые ветром»
Я — не кинозвезда. Я — актриса. Быть кинозвездой — просто кинозвездой — это как фальшивая жизнь, прожитая во имя фальшивых ценностей и ради известности. Актёрство это надолго и в нём всегда есть превосходные роли, которые можно сыграть.
Оливье развивал карьеру в кино, но несмотря на успех в Британии, его плохо знали в Штатах, а ранние попытки представить себя на американском рынке провалились. Согласившись на роль Хитклиффа в фильме «Грозовой перевал», он уехал в Голливуд и оставил Вивьен в Лондоне. Продюсер картины Сэмюэл Голдвин и режиссёр Уильям Уайлер предложили Вивьен роль второго плана, Изабеллу. Она отказалась, заявив, что будет играть только главную роль, Кэти, но эту роль уже отдали Мерл Оберон.

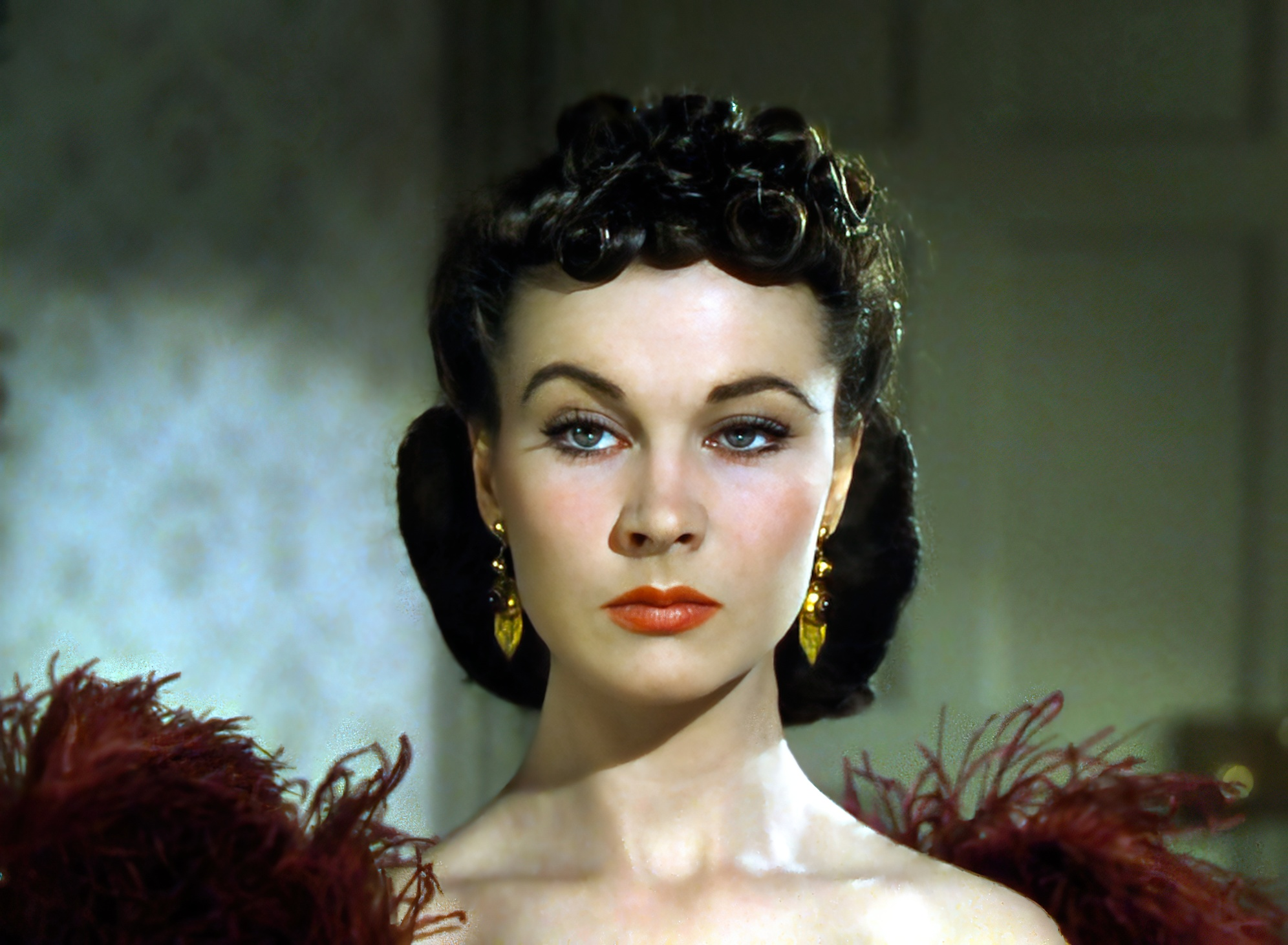
Вивьен Ли в роли Скарлетт О’Хары в фильме «Унесённые ветром» (1939)

В это время в Голливуде активно искали актрису на роль Скарлетт в «Унесённых ветром» (1939). Американский агент Вивьен Ли предложил её кандидатуру в феврале 1938 года. В том же месяце Дэвид Селзник посмотрел её работы «Пламя над Англией» и «Янки в Оксфорде», и с этого момента Вивьен стала серьёзной претенденткой на роль. В период между февралём и августом, Селзник просмотрел все её английские картины, а к августу он вёл переговоры с продюсером Александром Корда, с которым у Вивьен Ли был подписан контракт. 18 октября Селзник написал тайную записку режиссёру фильма Джорджу Кьюкору: «Я всё ещё надеюсь на эту новую девушку».
Вивьен переехала в Лос-Анджелес под предлогом того, чтобы быть рядом с Оливье. Когда Майрон Селзник (брат Дэвида), который также представлял и Оливье, встретил Вивьен Ли, он понял, что она обладает всеми теми качествами, которые его брат так долго искал. Майрон отвёл Вивьен и Оливье на площадку к Дэвиду, где снимали сцену пожара в Атланте. На следующий день Вивьен прочла отрывок из сценария для Селзника, который устроил кинопробы. Селзник написал тогда своей жене: «Она Скарлетт — тёмная лошадка и выглядит чертовски привлекательно. Говорю тебе в строжайшем секрете: круг претенденток сузился до Полетт Годдар, Джин Артур, Джоан Беннетт и Вивьен Ли». Режиссёр Джордж Кьюкор согласился с общим мнением и восхвалял «невероятную безудержность» Вивьен, которая получила свою роль вскоре после этого.
Киносъёмки оказались сложными для Вивьен. Кьюкор был уволен и заменён Виктором Флемингом, с которым Ли часто ссорилась. Она и Оливия де Хэвилленд (Мелани Гамильтон) тайно встречались с Кьюкором по ночам и на выходных, чтобы спросить у него совета в исполнении своих ролей. Вивьен подружилась с Кларком Гейблом (Ретт Батлер) и его женой Кэрол Ломбард, а также и с де Хэвилленд, но часто ссорилась с Лесли Говардом (Эшли Уилкс), с которым должна была сыграть несколько эмоциональных эпизодов. Также её раздражала необходимость иногда работать 7 дней в неделю, часто до поздней ночи, к тому же она скучала по Оливье, который работал тогда в Нью-Йорке. Она писала Ли Холману: «Я не выношу Голливуд… Я никогда к этому не привыкну — как я ненавижу сниматься в кино».
В 2006 году де Хэвилленд опровергла заявления о маниакальном поведении Вивьен Ли во время съёмок «Унесённых ветром», опубликованные в биографии Лоренса Оливье. Она встала на защиту Ли, говоря: «Вивьен была безукоризненно профессиональна, безукоризненно дисциплинирована на съёмках. У неё были две огромные задачи: делать всё, что в её силах в работе над чрезвычайно сложной ролью, и находиться в разлуке с Ларри (Оливье), который был в Нью-Йорке».
Из десяти премий «Оскар», выигранных «Унесёнными ветром», была и премия за лучшую женскую роль, которую получила Вивьен Ли. Она также выиграла награду как лучшая актриса, полученную от «New York Film Critics Circle».

### 1940—1949: Свадьба и совместные проекты с Оливье

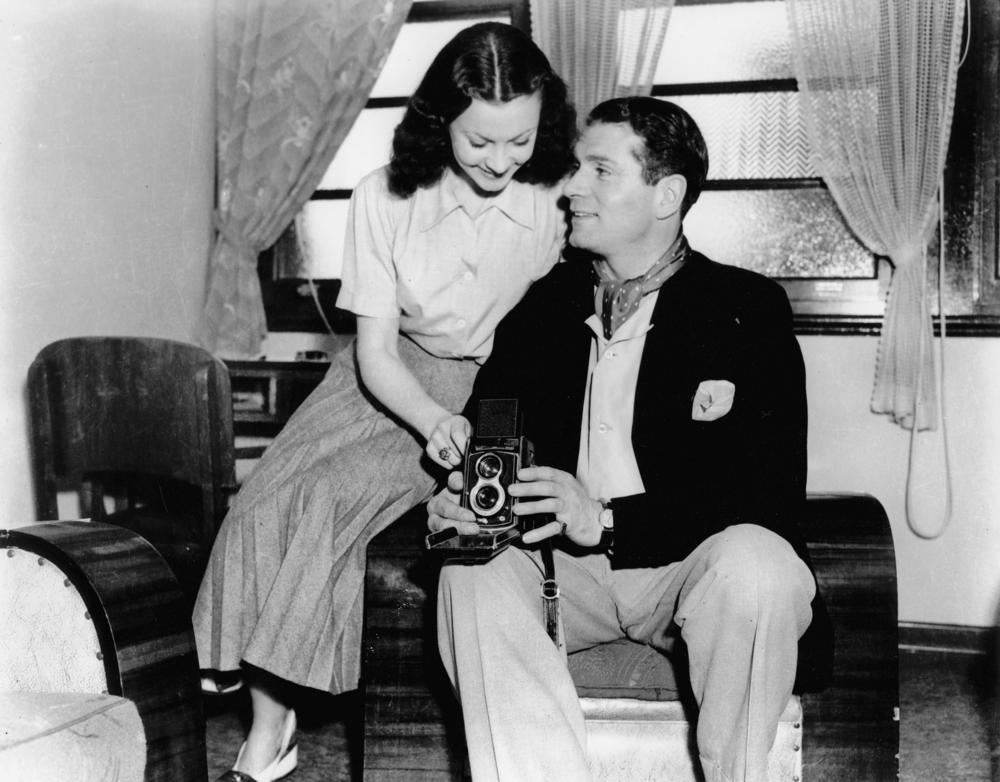
Вивьен Ли и Лоренс Оливье в «Gold Coast», июнь 1948 год

В феврале 1940 года Джилл Эсмонд согласилась дать Оливье развод, а Холман дал согласие на развод с Ли. Они сохраняли дружеские отношения на протяжении всей жизни. Сын Эсмонд и Оливье остался с матерью, а дочь Вивьен, Сюзанна, осталась с отцом. 30 августа Оливье и Вивьен поженились в Санта-Барбаре, штат Калифорния. Единственными свидетелями на церемонии были Кэтрин Хепбёрн и Гарсон Канин.
Ли надеялась работать вместе с Оливье и пробовалась на роль в фильме «Ребекка», режиссёром которого был Альфред Хичкок. После её кинопроб Селзник написал: «Она играет недостаточно искренне и взросло». Режиссёр же заметил, что она не проявляла никакого энтузиазма, пока главную роль не отдали Оливье. В итоге на роль утвердили Джоан Фонтейн. Вивьен также не получила роль в фильме «Гордость и предубеждение», где играл Оливье.
Ли и Оливье вместе сыграли в фильме «Леди Гамильтон» (1941), где Лоренс исполнил роль Горацио Нельсона, а Вивьен — Эммы Гамильтон.
Эта роль утвердила статус Ли как голливудской звезды, и фильм был не только одобрен критиками и популярен среди зрителей, но и стал любимым фильмом самой актрисы. Фильм пользовался огромным успехом не только в США и Великобритании, но и в СССР. Уинстон Черчилль организовал закрытый показ, на котором присутствовал Франклин Д. Рузвельт, и в конце показа обратился к пришедшим, сказав: «Джентльмены, мне показалось, что этот фильм заинтересует вас, он показывает великие события, подобные тем, в которых вы только что принимали участие». Оливье и Ли стали любимцами Черчилля. До конца своей жизни он приглашал их на званые обеды, считал Вивьен примером для подражания.

Вивьен и Лоренс поставили пьесу «Ромео и Джульетта» для Бродвея. Нью-Йоркские газеты стали публиковать статьи о начале отношений Ли и Оливье, обвиняли их в отсутствии нравственности, так как они не вернулись в Англию после войны. Критики не оценили постановку должным образом. Брукс Аткинсон из «Нью-Йорк таймс» писал: «Несмотря на молодость и красоту мисс Ли и мистера Оливье, это вряд ли можно назвать актёрской игрой». В то время как большинство критиков ругали игру и постановку Оливье, один журналист написал про Ли, что её голос похож на голос продавщицы. Оливье и Вивьен вложили большую часть накопленных ими средств в эту постановку, и её провал оказался для них катастрофой.

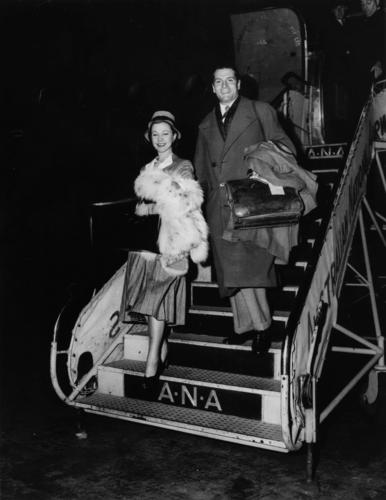
Вивьен Ли и Лоренс Оливье в аэропорту Арчерфилд, 20 июня 1948 года

Пара вернулась в Англию. В 1943 году у Ли началось турне по Северной Африке, она выступала вплоть до того момента, когда у неё начался кашель и лихорадка. В 1944 ей поставили диагноз — туберкулёз в левом лёгком. Однако после того, как Вивьен провела несколько недель в больнице, ей показалось, что болезнь оставила её. Весной она сыграла в фильме «Цезарь и Клеопатра» (1945), в это же время выяснилось, что Вивьен ждёт ребёнка.
В итоге у неё произошёл выкидыш. Она впала в глубокую депрессию, которая достигла своего пика, когда Ли едва не набросилась на мужа, словесно и физически атакуя его до тех пор, пока, рыдая, не упала на пол. Оливье эти симптомы показались знакомыми — несколько дней гиперактивности, и, как следствие, эмоциональный срыв, после которого Вивьен ничего не помнила, но была сильно смущена и раскаивалась.
Она уже достаточно окрепла и в 1946 году сыграла в успешной лондонской постановке Торнтона Уалдера «The Skin of Our Teeth». Фильмы, в которых она исполнила роли в то время — «Цезарь и Клеопатра» и «Анна Каренина» — не имели громкого успеха.
В 1947 году Оливье был посвящён в рыцари, и Вивьен сопровождала его в Букингемский дворец на церемонию. Она стала леди Оливье, и сохранила этот титул даже после развода. К 1948 году Оливье был в Совете Директоров театра Олд-Вик и вместе с Ли отправился в турне по Австралии и Новой Зеландии, целью которого был сбор средств для театра. В течение шести месяцев Оливье играл в «Ричарде III» и вместе с Ли в спектаклях «The School for Scandal» и «The Skin of Our Teeth».
Турне имело огромный успех, несмотря на то, что некоторое время Ли страдала от бессонницы. Целую неделю, пока Вивьен болела, её роли исполняла актриса-дублёр. Вивьен справилась с тяжёлым грузом ответственности, и даже Оливье заметил, как она «очаровала прессу». Участники труппы позднее вспоминали скандалы, которые случались, например, в Крайстчерче, когда Ли отказалась выходить на сцену. Оливье дал ей пощёчину, но Ли в ответ тоже ударила его по лицу и вышла на сцену. К концу турне оба были измотаны и больны. Оливье признался журналистам: «Возможно, вы не замечаете, что разговариваете с парой остывающих трупов».

### 1949—1951: «Трамвай „Желание“»

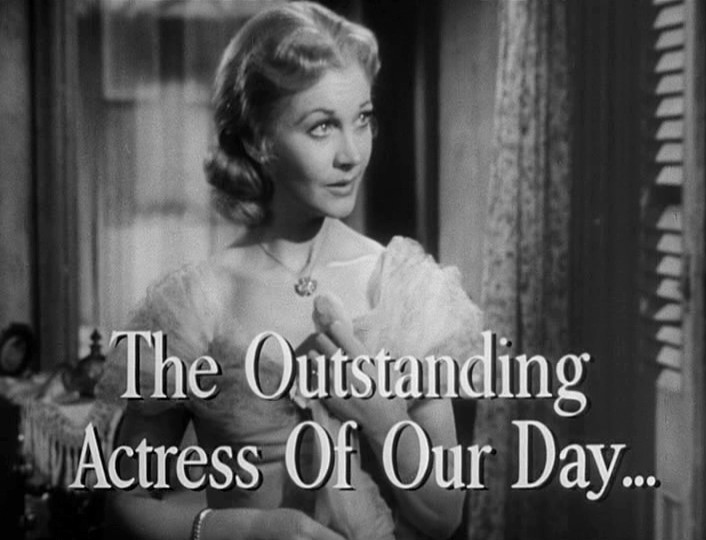
Вивьен Ли в роли Бланш Дюбуа в фильме «Трамвай „Желание“» (1951)

Успех турне приободрил пару, и они впервые появились вместе в Вест-Энде. Они играли те же спектакли, добавив «Антигону». На этом настояла Вивьен, так как она всегда мечтала попробовать свои силы в трагической роли. Ли добилась роли Бланш ДюБуа в Вест-Энде, в постановке по пьесе Теннесси Уильямса «Трамвай „Желание“», и была утверждена после того, как автор пьесы и продюсер увидели её игру в других спектаклях. Оливье стал режиссёром этой постановки.
Пьеса содержала намёки на изнасилование, гомосексуальность и беспорядочные связи, вокруг неё велись жаркие споры и дискуссии. Из-за обсуждений в средствах массовой информации Вивьен волновалась ещё больше. Игру Ли в пьесе много критиковали. Говорили, что она совершенно не подходит для этой роли, а британские актёры слишком хорошо воспитаны, чтобы проявлять подобные эмоции на сцене. Оливье и Ли были огорчены этими рецензиями. Но интерес публики обеспечил постановке коммерческий успех.
Было сыграно 326 спектаклей «Трамвая», после чего Вивьен пригласили принять участие в создании киноверсии этого спектакля. Её зачастую непристойное чувство юмора помогло в общении с Марлоном Брандо, который также участвовал в картине
Ли говорила, что роль очень выматывает её: «Девять месяцев я была Бланш ДюБуа, и она до сих пор управляет мною». Ли получила второй «Оскар» в номинации «Лучшая женская роль», а также премию BAFTA за «Лучшую женскую роль». Теннеси Уильямс сказал, что в игре Вивьен было всё, что он хотел, и больше, чем то, о чём он мечтал. Несколько лет спустя Вивьен Ли, страдавшая биполярным расстройством, скажет, что именно роль Бланш ДюБуа привела её к безумию.

### 1961—1967: Последние годы и смерть
Актёр Джон Меривейл, с которым у актрисы начались романтические отношения после развода с Оливье, присоединился к ней в турне по Австралии, Новой Зеландии и Латинской Америке, который длился с июля 1961 года по май 1962 года. Хотя Вивьен Ли по-прежнему страдала от приступов депрессии, она продолжала работать в театре и в 1963 году получила премию «Тони» за «Лучшую женскую роль в мюзикле» «Товарищ». Она также появилась в фильмах «Римская Весна миссис Стоун» (1961) и «Корабль дураков» (1965).
Последней экранной работой Ли стал фильм «Корабль дураков» (1965), который был одновременно и триумфом, и символом её болезни, которая усиливалась. Продюсер и режиссёр Стэнли Крамер изначально не знал о её хрупком психическом и физическом состоянии. Позже в интервью Крамер вспомнил её смелость в принятии на себя непростой роли: «Она была больна, но в ней было мужество, и она шла вперёд, это просто невероятно».
В мае 1967 года Вивьен Ли репетировала с Майклом Редгрейвом пьесу «Тонкий баланс» тогда у неё случился приступ туберкулёза. После нескольких недель отдыха она восстановилась. В ночь на 7 июля 1967 года Джон Меривейл оставил её в квартире на площади Итон, чтобы выступить в спектакле. Он вернулся домой незадолго до полуночи, вошёл в спальню и обнаружил её тело на полу. Меривейл сначала связался с её семьёй, а позже позвонил Оливье. Лоренс Оливье стоял и молился о «прощении за все беды, которые возникли между ними», прежде чем помог организовать похороны.
О смерти актрисы было публично объявлено 8 июля. Огни каждого театра в центре Лондона были потушены в течение часа. Похоронная процессия прошла в церкви Святой Марии, в Лондоне. В соответствии с волей актрисы, тело Вивьен Ли было кремировано в крематории Голдерс-Грин, а её прах был развеян над озером возле её дома в деревне Блэкбойз, в графстве Восточный Сассекс.

## Влияние и наследие

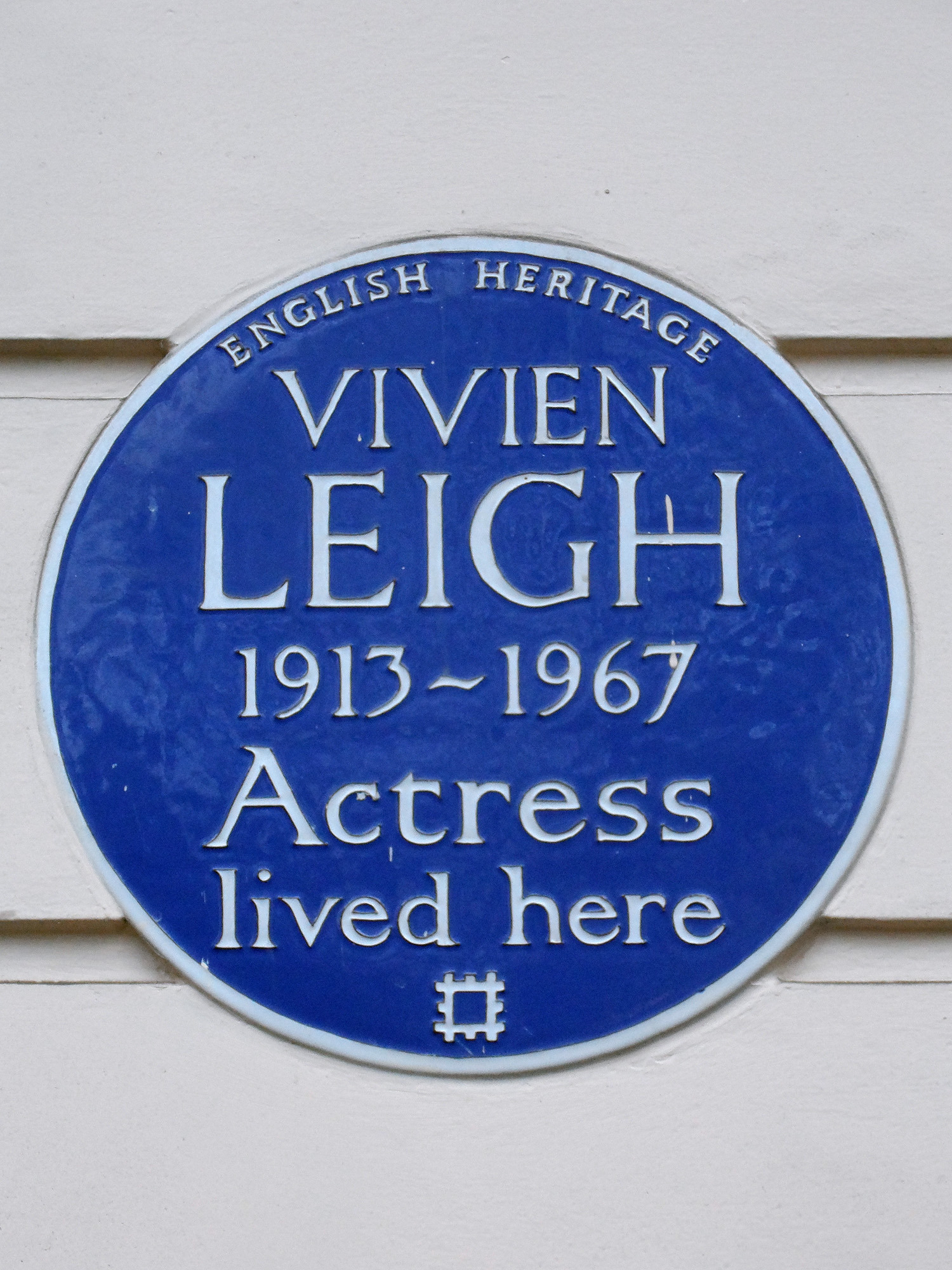
Мемориальная доска названная в честь Вивьен Ли, на улице «Eaton Square», в Белгрейвии

Вивьен Ли считалась одной из самых красивых актрис своего времени. Режиссёры, работавшие с ней, также подчёркивали это. Когда её спросили, считает ли она, что её красота была препятствием для того, чтобы её воспринимали всерьёз как актрису, она сказала: «Люди думают, что если вы выглядите хорошо, вы не можете играть, и поскольку я забочусь только об актёрской игре, я думаю, что красота может быть большим препятствием, если вы действительно хотите выглядеть как персонаж, которого вы играете». Актриса Сюзанна Ли взяла себе фамилию своей крёстной матери — Вивьен Ли.
Режиссёр Джордж Кьюкор описал Ли как «непревзойдённую актрису, сдерживающую свою красоту», Лоренс Оливье сказал, что критики должны «отдать ей должное за то, что она была актрисой, не искажающей свои суждения из-за своей необычайной красоты». Гарсон Канин описал Ли, как «красотку, чья упоительная красота часто скрывала её ошеломляющие успехи как актрисы». Он сказал: «Великие красавицы редко бывают великими актрисами, просто потому, что им не нужно быть ими. Вивьен была другой, амбициозной, настойчивой, серьёзной, вдохновлённой».
Вивьен Ли объясняла, что она «играла как можно больше разных персонажей, в попытке освоить своё ремесло и развеять предубеждения о своих способностях». Она считала, что комедийную роль труднее играть, чем драматическую, потому что она требует более точной подготовки, и сказала, что больше внимания следует уделять комедии как части обучения актёра. Приближаясь к концу своей карьеры, она сказала: «Гораздо легче заставить людей плакать, чем заставить их смеяться».
Её ранние роли принесли ей ошеломительный успех в Великобритании, но она по-прежнему в значительной степени была не известна в других частях мира до выхода фильма «Унесённые ветром» (1939). В декабре 1939 года кинокритик Франк Ньюджент из New York Times, написал: «Мисс Вивьен Ли в роли Скарлетт показала свой талант, эта роль сделала её знаменитой. Она так идеально подходила для Скарлетт, что любая другая актриса в этой роли была бы немыслима». В 1998 году, критик Эндрю Саррис писал: «Она живёт в нашем сознании и памяти как динамическая сила, а не как постоянное присутствие». Историк кино и критик Леонард Малтин назвал «Унесённых ветром» одним из лучших фильмов всех времён, в 1998 году он писал, что Вивьен Ли «блестяще сыграла свою роль».
Выступление Вивьен Ли в пьесе «Трамвай „Желание“», описанное Филлисом Хартнолом как «доказательство её большой силы как актрисы» привело к длительному периоду, в течение которого она считалась одной из лучших актрис английского театра. Обсуждая последующую экранизацию, Полин Кейл написала, что Вивьен Ли и Марлон Брандо «продемонстрировали хорошую игру, и перенесли её на плёнку», и что Ли «создала одного из тех редких персонажей, который может вызвать страх и жалость».
В 1985 году портрет актрисы был включён в серию почтовых марок Великобритании наряду с Альфредом Хичкоком, Чарли Чаплином, Питером Селлерсом и Дэвидом Нивеном. В архиве Лоренса Оливье хранится коллекция вещей, включающая в себя множество личных документов Вивьен Ли, в том числе многочисленные письма, которые она писала Оливье. Документы Вивьен Ли, включая письма, фотографии, контракты и дневники, принадлежат её дочери, Сюзанне Фаррингтон. В 1994 году Национальная библиотека Австралии купила фотоальбом с монограммой «L & V O», предположительно принадлежавший Оливье, содержащий 573 фотографии Оливье и Ли, во время их поездки в Австралию в 1948 году. В настоящее время он является частью коллекции Национальной библиотеки Австралии. В 2013 году архив Вивьен Ли, содержащий письма, дневники, фотографии, театральные сценарии и награды, был приобретён Музеем Виктории и Альберта.

## Актёрские работы

### Избранная фильмография
— главная роль

| Год  |   | Русское название           | Оригинальное название          | Роль                                            |
| ---- | - | -------------------------- | ------------------------------ | ----------------------------------------------- |
| 1935 | ф | Деревня Сквайр             | The Village Squire             | Роза Венейблс (англ. Rose Venables)             |
| 1935 | ф | Посмотри и улыбнись        | Look Up and Laugh              | Марджори Белфер (англ. Marjorie Belfer)         |
| 1935 | ф | Дела идут на лад           | Things Are Looking Up          | Школьница / в титрах не указана                 |
| 1935 | ф | Джентльменское соглашение  | Gentlemen's Agreement          | Фил Стэнли (англ. Phil Stanley)                 |
| 1937 | ф | Пламя над Англией          | Fire Over England              | Синтия (англ. Cynthia)                          |
| 1937 | ф | Мрачное путешествие        | Dark Journey                   | Мадлен Годдард (англ. Madeleine Goddard)        |
| 1937 | ф | Буря в стакане воды        | Storm in a Teacup              | Виктория «Вики» Гоу (англ. Victoria "Wiki" Gow) |
| 1938 | ф | Янки в Оксфорде            | A Yank at Oxford               | Эльза Крэддок (англ. Elsa Craddock)             |
| 1938 | ф | Тротуары Лондона           | Sidewalks of London            | Либби (англ. Libby)                             |
| 1939 | ф | Унесённые ветром           | Gone with the Wind             | Скарлетт О’Хара (англ. Scarlett O'Hara)         |
| 1940 | ф | Двадцать один день         | 21 Days                        | Ванда (англ. Wanda)                             |
| 1940 | ф | Мост Ватерлоо              | Waterloo Bridge                | Майра Лестер (англ. Myra Lester)                |
| 1941 | ф | Леди Гамильтон             | That Hamilton Woman            | Эмма Гамильтон (англ. Emma Hamilton)            |
| 1945 | ф | Цезарь и Клеопатра         | Caesar and Cleopatra           | Клеопатра (англ. Cleopatra)                     |
| 1948 | ф | Анна Каренина              | Anna Karenina                  | Анна Каренина (англ. Anna Karenina)             |
| 1951 | ф | Трамвай «Желание»          | A Streetcar Named Desire       | Бланш Дюбуа (англ. Blanche DuBois)              |
| 1955 | ф | Глубокое синее море        | The Deep Blue Sea              | Эстер Колльер (англ. Hester Collyer)            |
| 1961 | ф | Римская весна миссис Стоун | The Roman Spring of Mrs. Stone | Карен Стоун (англ. Karen Stone)                 |
| 1965 | ф | Корабль дураков            | Ship of Fools                  | Мэри Трэдуэлл (англ. Mary Treadwell)            |

### Театральные роли
- «Зелёное кольцо» (Зинаида Гиппиус) — Руся (1935)
- «Маска добродетели» (Карл Штернхейм, Эшли Дьюкс[англ.]) — Генриетта Дюкеснуа (1935)
- «Ричард II» (Уильям Шекспир) — Анна Чешская (1936)
- «Счастливый лицемер[англ.]» (Клеманс Дейн, Макс Бирбом) — Дженни Мер (1936)
- «Генрих VIII» (Уильям Шекспир) — Анна Болейн (1936)
- «Летучие мыши в колокольне» (Диана Морган, Роберт Макдермот) — Джессика Мортон (1937)
- «Гамлет» (Уильям Шекспир) — Офелия (1937)
- «Сон в летнюю ночь» (Уильям Шекспир) — Титания (1937)
- «Серина Бландиш» (Сэмюэль Берман[англ.], Энид Багнольд[англ.]) — Серина Бландиш (1938)
- «Ромео и Джульетта» (Уильям Шекспир) — Джульетта (1940)
- «Дилемма доктора[англ.]» (Джордж Бернард Шоу) — Дженнифер Дюбедат (1942)
- «Школа злословия» (Ричард Бринсли Шеридан) — леди Тизл (1942)
- «На волосок от гибели» (Торнтон Уайлдер) — Сабина (1945-1946)
- «Ричард III» (Уильям Шекспир) — леди Анна (1948)
- «Школа злословия» (Ричард Бринсли Шеридан) — леди Тизл (1948)
- «На волосок от гибели» (Торнтон Уайлдер) — Сабина (1948)
- «Ричард III» (Уильям Шекспир) — леди Анна (1949)
- «Антигона[англ.]» (Жан Ануй) — Антигона (1949)
- «Трамвай «Желание»» (Теннесси Уильямс) — Бланш Дюбуа (1949)
- «Цезарь и Клеопатра» (Джордж Бернард Шоу) — Клеопатра (1951)
- «Антоний и Клеопатра» (Уильям Шекспир) — Клеопатра (1951)
- «Спящий принц[англ.]» (Теренс Реттиген) — Мэри Морган (1953)
- «Двенадцатая ночь» (Уильям Шекспир) — Виола[англ.] (1955)
- «Макбет» (Уильям Шекспир) — леди Макбет (1955)
- «Тит Андроник» (Уильям Шекспир) — Лавиния (1955)
- «Южный морской пузырь[англ.]» (Ноэл Кауард) — леди Александра Шоттер (1956)
- «Тит Андроник» (Уильям Шекспир) — Лавиния (1957)
- «Поединок ангелов[англ.]» (Жан Жироду, Кристофер Фрай) — Паола (1958)
- «Присматривай за Лулу![англ.]» (Ноэл Кауард, Жорж Фейдо) — Лулу Д’Арвиль (1959)
- «Поединок ангелов[англ.]» (Жан Жироду, Кристофер Фрай) — Паола (1960)
- «Двенадцатая ночь» (Уильям Шекспир) — Виола[англ.] (1961-1962)
- «Поединок ангелов[англ.]» (Жан Жироду, Кристофер Фрай) — Паола (1961—1962)
- «Дама с камелиями» (Александр Дюма) — Маргарита Готье (1961—1962)
- «Двенадцатая ночь» (Уильям Шекспир) — Виола[англ.] (1962)
- «Дама с камелиями» (Александр Дюма) — Маргарита Готье (1962)
- «Товарищ[англ.]» (Жак Девал[англ.], Роберт Эммет Шервуд) — Татьяна (1963)
- «Графиня» (Пол Осборн[англ.], Морис Дрюон) — графиня Санзани (1965)
- «Иванов» (Антон Павлович Чехов) — Анна Петровна (1966)

## Награды и номинации
Список приведён в соответствии с данными сайта IMDb.com.
| Год  | Работа            | Награда                           | Категория                               | Результат |
| ---- | ----------------- | --------------------------------- | --------------------------------------- | --------- |
| 1939 | Унесённые ветром  | Оскар                             | Лучшая женская роль                     | Победа    |
| 1939 | Унесённые ветром  | Сообщество кинокритиков Нью-Йорка | Лучшая актриса                          | Победа    |
| 1951 | Трамвай «Желание» | Оскар                             | Лучшая женская роль                     | Победа    |
| 1951 | Трамвай «Желание» | BAFTA                             | Лучшая женская роль                     | Победа    |
| 1951 | Трамвай «Желание» | Сообщество кинокритиков Нью-Йорка | Лучшая актриса                          | Победа    |
| 1951 | Трамвай «Желание» | Венецианский кинофестиваль        | Кубок Вольпи за лучшую женскую роль     | Победа    |
| 1951 | Трамвай «Желание» | Золотой глобус                    | Лучшая женская роль — драма             | Номинация |
| 1963 | Товарищ           | Тони                              | Лучшая женская роль в мюзикле           | Победа    |
| 1960 | н/д               | Голливудская «Аллея славы»        | Именная звезда за вклад в киноиндустрию | Победа    |

### на английском языке
- Andersen, Christopher P. An Affair to Remember: The Remarkable Love Story of Katharine Hepburn and Spencer Tracy (англ.). — Glasgow, Scotland: William Morrow & Co, 1997. — ISBN 978-0-688-15311-3.
- Kendra, Bean. Vivien Leigh: An Intimate Portrait (неопр.). — Philadelphia, Pennsylvania: Running Press[англ.], 2013. — ISBN 978-0-7624-5099-2.
- Berg, A. Scott. Goldwyn (неопр.). — London: Sphere Books[англ.], 1989. — ISBN 0-7474-0593-X.
- Briggs, Asa. A Dictionary of Twentieth Century World Biography (англ.). — London: Book Club Associates[англ.], 1992. — ISBN 978-0-19-211679-6.
- Capua, Michelangelo. Vivien Leigh: A Biography (неопр.). — Jefferson, North Carolina: McFarland& Company, 2003. — ISBN 978-0-7864-1497-0.
- Coleman, Terry. Olivier, The Authorised Biography (неопр.). — London: Bloomsbury Publishing, 2005. — ISBN 0-7475-8306-4.
- David, Catherine. Simone Signoret (неопр.). — New York: Overlook Press[англ.], 1995. — ISBN 978-0-87951-581-2.
- Edwards, Anne. Vivien Leigh, A Biography (неопр.). — London: Coronet Books[англ.], 1978. — ISBN 0-340-23024-X.
- Funke, Lewis and Boothe, John E. Actors Talk about Acting: Fourteen Intimate Interviews, Volume 2 (англ.). — London: Avon Books[англ.], 1983. — ISBN 978-0-380-01006-6.
- Fury, David. Maureen O'Sullivan: No Average Jane (неопр.). — Minneapolis, Minnesota: Artist's Press, 2006. — ISBN 0-924556-06-4.
- Hartnoll, Phyllis. The Concise Companion to the Theatre (неопр.). — Peachtree City, Georgia, United States: Omega Books, 1972. — ISBN 1-85007-044-X.
- Haver, Ronald. David O. Selznick's Hollywood (неопр.). — New York: Bonanza Books[англ.], 1980. — ISBN 0-517-47665-7.
- Holden, Anthony. Olivier (неопр.). — London: Sphere Books Limited, 1989. — ISBN 0-7221-4857-7.
- Howard, Ronald. In Search of My Father: A Portrait of Leslie Howard (англ.). — London: St. Martin’s Press, 1984. — ISBN 0-312-41161-8.
- Kael, Pauline. 5001 Nights at the Movies (неопр.). — Minneapolis, Minnesota: Zenith Books, 1982. — ISBN 0-09-933550-6.
- Maltin, Leonard. 1998 Movie and Video Guide (неопр.). — New York: Signet Books[англ.], 1997. — ISBN 978-0-452-25993-5.
- McGilligan, Patrick. Alfred Hitchcock, A Life in Darkness and Light (англ.). — Chichester, West Sussex, UK: Wiley Press, 2003. — ISBN 0-470-86973-9.
- More, Kenneth. More or Less (неопр.). — London: Hodder & Staughton[англ.], 1978. — ISBN 978-0-340-22603-2.
- Olivier, Laurence. Confessions of an Actor (неопр.). — New York: Simon & Schuster, 1982. — ISBN 0-14-006888-0.
- Selznick, David O. and Behlmer,  Rudy. Memo from David O. Selznick (неопр.). — New York: Modern Library[англ.], 2000. — ISBN 0-375-75531-4.
- Shellard, Dominic. Kenneth Tynan: A Life (неопр.). — London: Yale University Press, 2003. — ISBN 978-0-300-09919-5.
- Shipman, David. Movie Talk (неопр.). — New York: St Martin's Press, 1988. — ISBN 0-312-03403-2.
- Spoto, Donald. Laurence Olivier: A Biography (неопр.). — London: Cooper Square Press, 2001. — ISBN 978-0-8154-1146-8.
- Taylor, John Russell. Vivien Leigh (неопр.). — London: Elm Tree Books, 1984. — ISBN 0-241-11333-4.
- Thomas, Bob. Marlon: Portrait of the Rebel as an Artist (англ.). — New York: Random House, 1973. — ISBN 978-0-394-48728-1.
- Vickers, Hugo. Vivien Leigh: A Biography (неопр.). — London: Little, Brown and Company, 1988. — ISBN 978-0-330-31166-3.
- Walker, Alexander. Vivien: The Life of Vivien Leigh (неопр.). — New York: Grove Press[англ.], 1987. — ISBN 0-8021-3259-6.
- Edwards, Anne. Vivien Leigh, A Biography (неопр.). — London: Coronet Books[англ.], 1978. — ISBN 978-0-340-23024-4.